# Georges Eekhoud

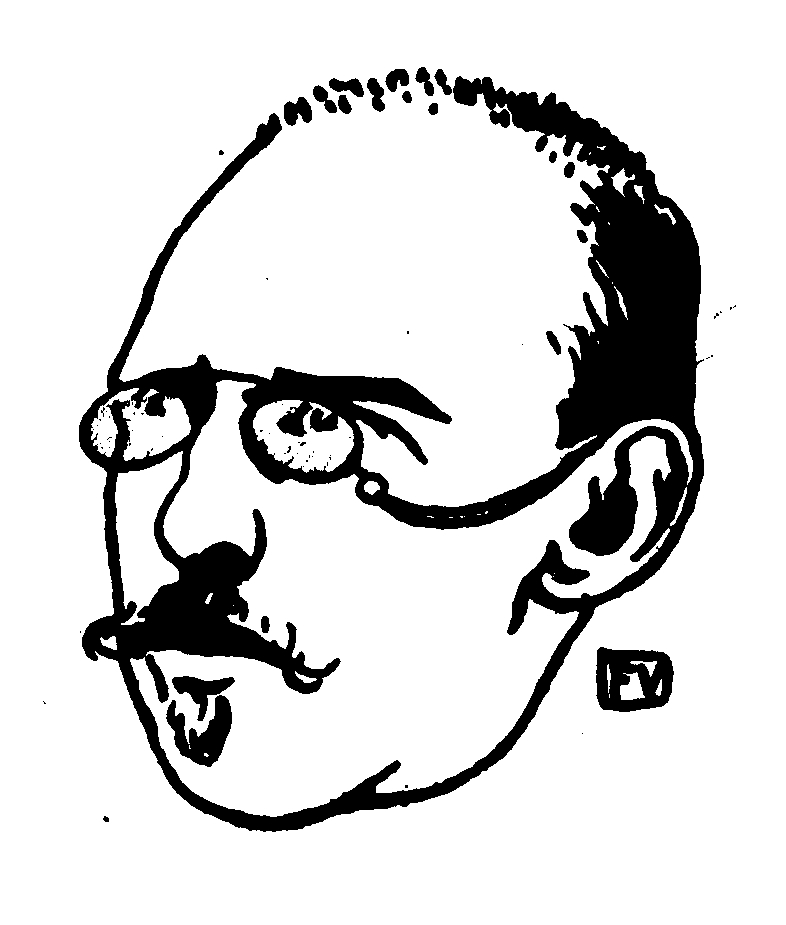
Georges Eekhoud, porträtt av Félix Valloton.

Georges Eekhoud, född 27 maj 1854 i Antwerpen, död 29 maj 1927 i Schaerbeek, var en belgisk författare.
Eekhoud var en färgrik folklivsskildrare, med förkärlek för primitiva och brutala typer, påverkad av den Elisabetanska litteraturen och ibland mer av historiker än romanförfattare. Rémy de Gourmont sade om honom att Han representerar en ras och ett moment i dess historia. Bland hans verk märks Kees Dvorik (1883), Kermesses (1885), La nouvelle Carthago (1888), Le cycle patibulaire (1892) och Les libertins d'Anvers (1912).